# Johann Schrotter
Johann Schrotter (* 10. Februar 1922 in Mitterlobming; † 30. April 2005 ebenda) war ein österreichischer Politiker (ÖVP) und Landwirt. Er war von 1962 bis 1975 Abgeordneter zum Österreichischen Nationalrat.
Schrotter besuchte zwischen 1928 und 1936 die Volksschule und absolvierte danach die bäuerliche Fortbildungsschule in Kleinlobming. Er war als Landwirt tätig und übernahm 1943 den elterlichen Bergbauernbetrieb. Politisch engagierte sich Schrotter ab 1958 als Bürgermeister der Gemeinde Kleinlobming, zudem war er Obmann der Kammer für Land- und Forstwirtschaft für den Bezirk Knittelfeld. Schrotter vertrat zudem die ÖVP über vier Gesetzgebungsperioden vom 14. Dezember 1962 bis zum 4. November 1975 im Nationalrat.